# Nanaja
Nanaja (sumersko 𒀭𒈾𒈾𒀀, latinizirano: DNA.NA.A; Nanāj, Nanaja, Nanāja, Nanāja, Nanai; zastarelo Nanâ; starogrško Ναναια, Νανα; cesarskoaramejsko נני, starosirsko ܢܢܝ) je bila mezopotamska boginja ljubezni, tesno povezana z Inano.
Čeprav je dobro potrjena v mezopotamskih tekstovnih virih iz mnogih obdobij, od časov tretje dinastije Ura do padca Babilona in pozneje ter je bila med najpogosteje čaščenimi boginjami skozi večji del mezopotamske zgodovine, tako njen izvor kot pomen njenega imena ni znan. Predlagano je bilo, da izvira bodisi kot manjša akadska boginja bodisi kot hipostaza sumerske Inane, vendar dokazi niso prepričljivi.
Njena primarna vloga je bila boginja ljubezni, povezovali so jo z erotiko in čutnostjo, bila pa je tudi zavetnica zaljubljencev, tudi zavrnjenih ali izdanih. Zlasti v zgodnjih študijah so jo pogosto domnevali, da je boginja planeta Venere, kot Inana, vendar večina asirologov tega stališča ne podpira več.
Poleg Inane bi jo lahko povezovali z drugimi božanstvi, povezanimi bodisi z ljubeznijo bodisi z mestom Uruk, kot so Išḫara, Kanisura ali Uṣur-amāsu.

## Mit
Kot Anujeva hči je bila sprva obdarjena z značilnostmi luninega božanstva, ne da bi jo v mitologiji častili kot čisto lunarno božanstvo. Poleg tega je imela Nanaja status vojne boginje. V pogodbi med Ašur-bani-aplijem in Babilonom pa se imenuje Gospa ljubezni in miru (BM 82-5-22, 130, Obvers vrstice 22-23, Harper ABL 1105, Waterman, Royal Correspondence 1105). V starobabilonskih časih je bila Nanaja boginja spolne želje, bila je žena Nabuja, s katerim je izvajala tudi hierogamijo (Hieros gamos je sveta poroka). Njena zvezda je bila MULBalreša. Občasno so babilonsko Nanajo enačili z Nisabo. Nanaja je šele v pobabilonskih časih prejela ikonografske simbole loka in puščice.

## Kult
Njena glavna mesta čaščenja sta bila Ur in Uruk, v starobabilonskih časih pa Babilon in Borsipa. Imela je svetišče v templju Esagila. V Asiriji so Nanajo častili kot Tašmetu.
Tudi v elamitskih časih je Nanaja v Suzi uživala velik ugled. Njen kip, ki je bil nekoč ukraden iz Uruka in tam shranjen, je vrnil Nabopolasar. Kasneje so Nanajo identificirali z Anahito v Perziji in z Artemido v Selevkidskem cesarstvu. V perzijski Suzi je imela Nanaja svoj tempelj kot Artemida, ki je imela v lasti tudi tempeljske sužnje, kar dokazujejo izpustitveni dokumenti iz helenističnega obdobja. Višek čaščenja je bilo obdobje od 2. stoletja pr. n. št. do 2. stoletja našega štetja, ko se je bogoslužje razširilo iz Egipta prek Armenije v Baktrijo in Transoksanijo. V vzhodnem iranskem kulturnem območju je bilo čaščenje Nanaje razširjeno vse do zgodnjega srednjega veka. Stenske poslikave v palači Bundžikat (blizu današnjega Šahristona v severnem Tadžikistanu), ki prikazujejo Nanajo, so iz 7./8. stoletja.